# Terapus marseuli
Terapus marseuli är en skalbaggsart som beskrevs av John Obadiah Westwood 1874. Terapus marseuli ingår i släktet Terapus och familjen stumpbaggar. Inga underarter finns listade i Catalogue of Life.